# Acacia hyaloneura
Acacia hyaloneura är en ärtväxtart som beskrevs av Leslie Pedley. Acacia hyaloneura ingår i släktet akacior, och familjen ärtväxter. Inga underarter finns listade i Catalogue of Life.